# Olympische Sommerspiele 2020/Teilnehmer (Togo)
| Gelbes Symbol für Goldmedaillen mit stilisierten Olympischen Ringen | Graues Symbol für Silbermedaillen mit stilisierten Olympischen Ringen | Braundes Symbol für Bronzemedaillen mit stilisierten Olympischen Ringen |
| ------------------------------------------------------------------- | --------------------------------------------------------------------- | ----------------------------------------------------------------------- |
| —                                                                   | —                                                                     | —                                                                       |

Togo nahm an den Olympischen Spielen 2020 in Tokio teil. Es war die insgesamt elfte Teilnahme an Olympischen Sommerspielen. Das Comité National Olympique Togolais nominiert vier Athleten in vier Sportarten.

## Teilnehmer nach Sportarten

### Leichtathletik
Laufen und Gehen 
| Athleten      | Wettbewerb | Runde 1 | Runde 1 | Halbfinale | Halbfinale | Finale        | Finale        | Rang          |
| Athleten      | Wettbewerb | Zeit    | Rang    | Zeit       | Rang       | Zeit          | Rang          | Rang          |
| ------------- | ---------- | ------- | ------- | ---------- | ---------- | ------------- | ------------- | ------------- |
| Männer        |            |         |         |            |            |               |               |               |
| Fabrice Dabla | 100 m      | 10,57 s | 2       | DSQ        | DSQ        | ausgeschieden | ausgeschieden | ausgeschieden |

### Rudern
| Athleten        | Wettbewerb | Vorlauf     | Vorlauf | Vorlauf       | Hoffnungslauf | Hoffnungslauf | Hoffnungslauf  | Viertelfinale | Viertelfinale | Viertelfinale | Halbfinale  | Halbfinale | Halbfinale    | Finale      | Finale | Rang |
| Athleten        | Wettbewerb | Zeit        | Platz   | Qualifikation | Zeit          | Platz         | Qualifikation  | Zeit          | Platz         | Qualifikation | Zeit        | Platz      | Qualifikation | Zeit        | Platz  | Rang |
| --------------- | ---------- | ----------- | ------- | ------------- | ------------- | ------------- | -------------- | ------------- | ------------- | ------------- | ----------- | ---------- | ------------- | ----------- | ------ | ---- |
| Frauen          |            |             |         |               |               |               |                |               |               |               |             |            |               |             |        |      |
| Claire Akossiwa | Einer      | 8:48,07 min | 5       | Hoffnungslauf | 9:04,23 min   | 4             | Halbfinale E/F | –             | –             | –             | 9:15,29 min | 4          | Finale F      | 8:44,42 min | 1      | 31   |

### Schwimmen
| Athleten      | Wettbewerb    | Vorlauf | Vorlauf | Halbfinale    | Halbfinale    | Finale        | Finale        | Rang |
| Athleten      | Wettbewerb    | Zeit    | Rang    | Zeit          | Rang          | Zeit          | Rang          | Rang |
| ------------- | ------------- | ------- | ------- | ------------- | ------------- | ------------- | ------------- | ---- |
| Männer        |               |         |         |               |               |               |               |      |
| Damien Otogbe | 50 m Freistil | 25,68 s | 57      | ausgeschieden | ausgeschieden | ausgeschieden | ausgeschieden | 57   |

### Tischtennis
| Athleten    | Wettbewerb | 1. Runde      | 1. Runde | 2. Runde      | 2. Runde      | 3. Runde      | 3. Runde      | Achtelfinale  | Achtelfinale  | Viertelfinale | Viertelfinale | Halbfinale    | Halbfinale    | Finale/Platz 3 | Finale/Platz 3 | Rang  |
| Athleten    | Wettbewerb | Gegner        | Erg.     | Gegner        | Erg.          | Gegner        | Erg.          | Gegner        | Erg.          | Gegner        | Erg.          | Gegner        | Erg.          | Gegner         | Erg.           | Rang  |
| ----------- | ---------- | ------------- | -------- | ------------- | ------------- | ------------- | ------------- | ------------- | ------------- | ------------- | ------------- | ------------- | ------------- | -------------- | -------------- | ----- |
| Männer      |            |               |          |               |               |               |               |               |               |               |               |               |               |                |                |       |
| Dodji Fanny | Einzel     | Andrej Gaćina | 0:4      | ausgeschieden | ausgeschieden | ausgeschieden | ausgeschieden | ausgeschieden | ausgeschieden | ausgeschieden | ausgeschieden | ausgeschieden | ausgeschieden | ausgeschieden  | ausgeschieden  | 49–64 |